# Campionato mondiale femminile under 20 di calcio
Il campionato mondiale femminile under 20 di calcio (in inglese FIFA U-20 Women's World Cup) è la più importante competizione internazionale di calcio femminile riservata alle atlete di età inferiore a 20 anni ed è disputato tra le nazionali femminili Under-20 dei Paesi affiliati alla Fédération Internationale de Football Association (FIFA). Ha cadenza biennale ed il primo torneo è stato disputato nel 2002, quando ancora era riservato alle rappresentative Under-19, ed era denominato FIFA U-19 Women's World Championship. Con la creazione del campionato mondiale femminile under 17 di calcio nel 2006 il limite di età venne innalzato a 20. Dall'edizione 2008 ha preso la denominazione di World Cup, eguagliando così tutte le altre competizioni internazionali della FIFA.
Campione in carica è la Corea del Nord, che ha vinto l'edizione 2024.

## Storia
Il primo campionato mondiale giovanile, denominato 2002 FIFA U-19 Women's World Championship, fu ospitato dal Canada. La finale, giocata al Commonwealth Stadium di Edmonton, vide un sorprendentemente grande numero di spettatori, 47 000, assistere alla gara tra le padroni di casa e gli Stati Uniti. Le statunitensi batterono le canadesi 1-0 grazie al golden goal di Lindsay Tarpley. La canadese Christine Sinclair ricevette il Pallone d'Oro, come miglior giocatrice del torneo e la Scarpa d'Oro, come miglior marcatrice grazie alle 10 reti realizzate.
L'edizione 2004 fu giocata in Thailandia e, per la seconda volta consecutiva, la detentrice della FIFA Women's World Cup, la Germania, vinse anche la competizione giovanile. Con il Pallone d'Oro fu premiata la stella brasiliana Marta mentre per la seconda volta la Scarpa D'Oro andò ad una canadese, Brittany Timko.
Prima dell'edizione 2006 la FIFA innalzò il limite di età a 20 anni, come già era per la competizione maschile. Il campionato mondiale femminile under 20 di calcio 2006 venne ospitato dalla Russia e fu giocato dal 17 agosto al 3 settembre 2006 in quattro stadi di Mosca ed uno di San Pietroburgo. La finale fu vinta dalla Corea del Nord, che batté la Cina 5-0.
Nel 2008 il torneo fu giocato in Cile, tra il 20 novembre ed il 7 dicembre 2008. Sei anni dopo aver vinto il primo titolo giovanile, gli Stati Uniti conquistarono il trofeo con una vittoria 2-1 sulle campionesse in carica della Corea del Nord. La statunitense Sydney Leroux si aggiudicò sia il Pallone d'Oro che la Scarpa d'Oro.

## Edizioni
| 2002 | Canada             | Stati Uniti    | 1 - 0 gg  | Canada         | Germania      | 1 - 1 (dts) 4 - 3 (dtr) | Brasile        |
| 2004 | Thailandia         | Germania       | 2 - 0     | Cina           | Stati Uniti   | 3 - 0                   | Brasile        |
| 2006 | Russia             | Corea del Nord | 5 - 0     | Cina           | Brasile       | 0 - 0 (dts) 6 - 5 (dtr) | Stati Uniti    |
| 2008 | Cile               | Stati Uniti    | 2 - 1     | Corea del Nord | Germania      | 5 - 3                   | Francia        |
| 2010 | Germania           | Germania       | 2 - 0     | Nigeria        | Corea del Sud | 1 - 0                   | Colombia       |
| 2012 | Giappone           | Stati Uniti    | 1 - 0     | Germania       | Giappone      | 2 - 1                   | Nigeria        |
| 2014 | Canada             | Germania       | 1 - 0     | Nigeria        | Francia       | 3 - 2                   | Corea del Nord |
| 2016 | Papua Nuova Guinea | Corea del Nord | 3 - 1     | Francia        | Giappone      | 1 - 0                   | Stati Uniti    |
| 2018 | Francia            | Giappone       | 3 - 1     | Spagna         | Inghilterra   | 1 - 1 (dts) 4 - 2 (dtr) | Francia        |
| 2020 | Annullato          | Annullato      | Annullato | Annullato      | Annullato     | Annullato               | Annullato      |
| 2022 | Costa Rica         | Spagna         | 3 - 1     | Giappone       | Brasile       | 4 - 1                   | Paesi Bassi    |
| 2024 | Colombia           | Corea del Nord | 1 - 0     | Giappone       | Stati Uniti   | 2 - 1 (dts)             | Paesi Bassi    |
| 2026 | Polonia            |                |           |                |               |                         |                |

### Medagliere
| Pos. | Paese          | Oro | Argento | Bronzo | Totale |
| ---- | -------------- | --- | ------- | ------ | ------ |
| 1    | Germania       | 3   | 1       | 2      | 6      |
| 2    | Corea del Nord | 3   | 1       | 0      | 4      |
| 3    | Stati Uniti    | 3   | 0       | 2      | 5      |
| 4    | Giappone       | 1   | 2       | 2      | 5      |
| 5    | Spagna         | 1   | 1       | 0      | 2      |
| 6    | Nigeria        | 0   | 2       | 0      | 2      |
| 6    | Cina           | 0   | 2       | 0      | 2      |
| 8    | Francia        | 0   | 1       | 1      | 2      |
| 9    | Brasile        | 0   | 0       | 2      | 2      |
| 10   | Canada         | 0   | 1       | 0      | 1      |
| 11   | Corea del Sud  | 0   | 0       | 1      | 1      |
| 11   | Inghilterra    | 0   | 0       | 1      | 1      |

### Migliori prestazioni in base al continente
| Confederazione (continente)                | Titoli                                               |
| ------------------------------------------ | ---------------------------------------------------- |
| UEFA (Europa)                              | 4 titoli vinti da: Germania (3) e Spagna (1)         |
| CONCACAF (Centro e Nord America e Caraibi) | 3 titoli vinti da: Stati Uniti (3)                   |
| AFC (Asia)                                 | 4 titoli vinti da: Corea del Nord (3) e Giappone (1) |
| CONMEBOL (Sud America)                     | Terzo posto: Brasile                                 |
| CAF (Africa)                               | Secondo posto: Nigeria                               |
| OFC (Oceania)                              | Quarti di finale: Australia (2)                      |

### Partecipazioni e prestazioni nelle fasi finali
Legenda
- 1ª – Campione
- 2ª - Secondo posto
- 3ª - Terzo posto
- 4ª - Quarto posto
- QF - Quarti di finale

- 1T - Primo turno
- •  – Non qualificata
- – Nazione ospite
- Q - Qualificata per il prossimo torneo

Per ogni torneo, viene indicata la bandiera del Paese ospite e, tra le parentesi, il numero di squadre che vi hanno partecipato.
| Nazionale          | 2002 (12) | 2004 (12) | 2006 (16) | 2008 (16) | 2010 (16) | 2012 (16) | 2014 (16) | 2016 (16) | 2018 (16) | 2022 (16) | 2024 (24) | Totale |
| ------------------ | --------- | --------- | --------- | --------- | --------- | --------- | --------- | --------- | --------- | --------- | --------- | ------ |
| Argentina          | •         | •         | 1T 11ª    | 1T 14ª    | •         | 1T 16ª    | •         | •         | •         | •         | OF        | 4      |
| Austria            | •         | •         | •         | •         | •         | •         | •         | •         | •         | •         | OF        | 1      |
| Australia          | QF 5ª     | 1T 8ª     | 1T 9ª     | •         | •         | •         | •         | •         | •         | 1T        | 1T        | 5      |
| Brasile            | 4ª        | 4ª        | 3ª        | QF 5-6ª   | 1T 9ª     | 1T 12ª    | 1T 14ª    | QF        | 1T        | 3ª        | QF        | 11     |
| Camerun            | •         | •         | •         | •         | •         | •         | •         | •         | •         | •         | OF        | 1      |
| Canada             | 2ª        | QF 7ª     | 1T 10ª    | 1T 11ª    | •         | 1T 11ª    | QF 8ª     | 1T        | •         | 1T        | OF        | 9      |
| Cile               | •         | •         | •         | 1T 13ª    | •         | •         | •         | •         | •         | •         | •         | 1      |
| Cina               | •         | 2ª        | 2ª        | 1T 10ª    | •         | 1T 10ª    | 1T 12ª    | •         | 1T        | •         | •         | 6      |
| Colombia           | •         | •         | •         | •         | 4ª        | •         | •         | •         | •         | QF        | QF        | 3      |
| Corea del Nord     | •         | •         | 1ª        | 2ª        | QF 7ª     | QF 5ª     | 4ª        | 1ª        | QF        | ×         | 1ª        | 8      |
| Corea del Sud      | •         | 1T 9ª     | •         | •         | 3ª        | QF 7ª     | QF 7ª     | 1T        | •         | 1T        | OF        | 7      |
| Costa Rica         | •         | •         | •         | •         | 1T 15ª    | •         | 1T 16ª    | •         | •         | 1T        | 1T        | 4      |
| Danimarca          | QF 8ª     | •         | •         | •         | •         | •         | •         | •         | •         | •         | •         | 1      |
| Figi               | •         | •         | •         | •         | •         | •         | •         | •         | •         | •         | 1T        | 1      |
| Finlandia          | •         | •         | 1T 15ª    | •         | •         | •         | 1T 15ª    | •         | •         | •         | •         | 2      |
| Francia            | 1T 9ª     | •         | QF 5-6ª   | 4ª        | 1T 12ª    | •         | 3ª        | 2ª        | 4ª        | QF        | OF        | 9      |
| Germania           | 3ª        | 1ª        | QF 8ª     | 3ª        | 1ª        | 2ª        | 1ª        | QF        | QF        | 1T        | QF        | 11     |
| Ghana              | •         | •         | •         | •         | 1T 11ª    | 1T 14ª    | 1T 9ª     | 1T        | 1T        | 1T        | 1T        | 7      |
| Giappone           | QF 6ª     | •         | •         | QF 7ª     | 1T 10ª    | 3ª        | •         | 3ª        | 1ª        | 2ª        | 2ª        | 8      |
| Haiti              | •         | •         | •         | •         | •         | •         | •         | •         | 1T        | •         | •         | 1      |
| Inghilterra        | QF 7ª     | •         | •         | QF 8ª     | 1T 13ª    | •         | 1T 11ª    | •         | 3ª        | •         | •         | 5      |
| Italia             | •         | 1T 11ª    | •         | •         | •         | 1T 13ª    | •         | •         | •         | •         | •         | 2      |
| Messico            | 1T 11º    | •         | 1T 12º    | 1T 15º    | QF 8ª     | QF 6ª     | 1T 13ª    | QF        | 1T        | QF        | OF        | 10     |
| Marocco            | •         | •         | •         | •         | •         | •         | •         | •         | •         | •         | 1T        | 1      |
| Nigeria            | 1T 10ª    | QT 6ª     | QF 5-6ª   | QF 5-6ª   | 2ª        | 4ª        | 2ª        | 1T        | 1T        | QF        | OF        | 11     |
| Norvegia           | •         | •         | •         | 1T 12ª    | •         | QF 8ª     | •         | •         | •         | •         | •         | 2      |
| Nuova Zelanda      | •         | •         | 1T 13ª    | 1T 9ª     | 1T 14ª    | 1T 9ª     | QF 6ª     | 1T        | 1T        | 1T        | 1T        | 9      |
| Paesi Bassi        | •         | •         | •         | •         | •         | •         | •         | •         | QF        | 4ª        | 4ª        | 3      |
| Papua Nuova Guinea | •         | •         | •         | •         | •         | •         | •         | 1T        | •         | •         | •         | 1      |
| Paraguay           | •         | •         | •         | •         | •         | •         | 1T 10ª    | •         | 1T        | •         | 1T        | 3      |
| RD del Congo       | •         | •         | 1T 14ª    | 1T 16ª    | •         | •         | •         | •         | •         | •         | •         | 2      |
| Russia             | •         | QF 5ª     | QF 8ª     | •         | •         | •         | •         | •         | •         | •         | •         | 2      |
| Spagna             | •         | 1T 10ª    | •         | •         | •         | •         | •         | QF        | 2ª        | 1ª        | QF        | 5      |
| Stati Uniti        | 1ª        | 3ª        | 4ª        | 1ª        | QF 5ª     | 1ª        | QF 5ª     | 4ª        | 1T        | 1T        | 3ª        | 11     |
| Svezia             | •         | •         | •         | •         | QF 6ª     | •         | •         | 1T        | •         | •         | •         | 2      |
| Svizzera           | •         | •         | 1T 16ª    | •         | 1T 16ª    | 1T 15ª    | •         | •         | •         | •         | •         | 3      |
| Taipei cinese      | 1T 12ª    | •         | •         | •         | •         | •         | •         | •         | •         | •         | •         | 1      |
| Thailandia         | •         | 1T 12ª    | •         | •         | •         | •         | •         | •         | •         | •         | •         | 1      |
| Venezuela          | •         | •         | •         | •         | •         | •         | •         | 1T        | •         | •         | 1T        | 2      |
| Nazionale          | 2002 (12) | 2004 (12) | 2006 (16) | 2008 (16) | 2010 (16) | 2012 (16) | 2014 (16) | 2016 (16) | 2018 (16) | 2022 (16) | 2024 (24) | Totale |

## Premi
I quattro premi principali assegnati ad ogni torneo sono:
- La Scarpa d'Oro alla capocannoniere del torneo.
- Il Pallone d'Oro alla miglior giocatrice del torneo.
- Il Guanto d'Oro alla miglior portiere del torneo. (Dal 2008)
- Il Premio Fair Play alla squadra più disciplinata del torneo.

| Torneo                  | Scarpa d'Oro                 | Pallone d'Oro      | Guanto d'Oro     | Premio Fair Play |
| ----------------------- | ---------------------------- | ------------------ | ---------------- | ---------------- |
| Canada 2002             | Christine Sinclair (10 reti) | Christine Sinclair | -                | Giappone         |
| Thailandia 2004         | Brittany Timko (7 reti)      | Marta              | -                | Stati Uniti      |
| Russia 2006             | Ma Xiaoxu (5 reti)           | Ma Xiaoxu          | -                | Russia           |
| Cile 2008               | Sydney Leroux (5 reti)       | Sydney Leroux      | Alyssa Naeher    | Stati Uniti      |
| Germania 2010           | Alexandra Popp (10 reti)     | Alexandra Popp     | Bianca Henninger | Corea del Sud    |
| Giappone 2012           | Kim Un-Hwa (7 reti)          | Dzsenifer Marozsán | Laura Benkarth   | Giappone         |
| Canada 2014             | Asisat Oshoala (7 reti)      | Asisat Oshoala     | Meike Kämper     | Canada           |
| Papua Nuova Guinea 2016 | Mami Ueno (5 reti)           | Hina Sugita        | Mylène Chavas    | Giappone         |
| Francia 2018            | Patricia Guijarro (6 reti)   | Patricia Guijarro  | Sandy MacIver    | Giappone         |
| Costa Rica 2022         | Inma Gabarro (8 reti)        | Maika Hamano       | Txell Font       | Giappone         |
| Colombia 2024           | Il-Son Choe (6 reti)         |                    |                  |                  |

## Record e statistiche
(all'edizione 2024)

### Cannonieri
10 gol
- Christine Sinclair (2002)
- Sydney Leroux (2008-2010)
- Alexandra Popp (2010)

9 gol
- Kelly Wilson (2002)
- Marta (2002-2004)
- Anja Mittag (2002-2004)

8 gol
- Ji So-yun (2010)
- Inma Gabarro (2022)

7 gol
- Brittany Timko (2004)
- Kim Un-Hwa (2012)
- Asisat Oshoala (2014)
- Patricia Guijarro (2016-2018)

6 gol
- Lindsay Tarpley (2002)
- Yōko Tanaka (2012)
- Lena Lotzen (2012)
- Georgia Stanway (2018)
- Il-Son Choe (2024)

### Allenatori e capitani delle squadre vincitrici
| Anno | Capitano        | Allenatore     | Squadra        |
| ---- | --------------- | -------------- | -------------- |
| 2002 | Lindsay Tarpley | Tracey Leone   | Stati Uniti    |
| 2004 | Annike Krahn    | Silvia Neid    | Germania       |
| 2006 | Hong Myong Gum  | Choe Kwang Sok | Corea del Nord |
| 2008 | Keelin Winters  | Tony DiCicco   | Stati Uniti    |
| 2010 | Marina Hegering | Maren Meinert  | Germania       |
| 2012 | Julie Johnston  | Steve Swanson  | Stati Uniti    |
| 2014 | Lina Magull     | Maren Meinert  | Germania       |
| 2016 | Choe Sol Gyong  | Hwang Yongbong | Corea del Nord |
| 2018 | Moeka Minami    | Futoshi Ikeda  | Giappone       |
| 2022 |                 | Pedro López    | Spagna         |
| 2024 |                 | Ri Song-ho     | Corea del Nord |